# Campylomimus brelihi
Campylomimus brelihi là một loài bọ cánh cứng trong họ Elateridae. Loài này được Müller miêu tả khoa học năm 1960.